# Putzing am See
Putzing am See ist ein Ortsteil der Ortschaft Putzing in der Marktgemeinde Großebersdorf in Niederösterreich.

## Geografie
Der Ortsteil ist eine privat geführte Wochenendhaussiedlung. Bademöglichkeiten in den beiden Seen bestehen daher ausschließlich für die Bewohner der Siedlung. Die bis in die späten 1970er Jahre hier befindlichen Feuchtwiesen wurden als Badesiedlung erschlossen und aus den anfänglichen Badehütten entstanden mit der Zeit kleine Wohnhäuser. Heute erstreckt sich der Ort bis zur nördlich vorbeiführenden Landesstraße.